# Roger Sinaud
Roger Aimé Sinaud est un militaire français, Compagnon de la Libération, et un administrateur des colonies françaises.

## Jeunesse (1911-1939)
Roger Sinaud est né le 12 juillet 1911 dans le hameau du Peyrat dans la commune du Grand-Bourg, dans la Creuse, dans une famille modeste d'agriculteurs. Il fait des études de commerce et devient diplômé de l'Ecole supérieure de commerce de Clermont-Ferrand.
Il effectue ensuite son service militaire en Algérie d'octobre 1932 à octobre 1933.
À l'issue de son service militaire, il devient secrétaire de l'attaché commercial de l'ambassade de France, d'abord à Madrid puis à Londres.
À partir de 1939, il retourne en Afrique, à Lagos au Nigeria, où il est représentant de la Compagnie française de l'Afrique occidentale (CFAO).

## Engagements dans lesForces françaises libres(1940-1945)
Du fait de l'entrée en guerre de la France dans la Seconde Guerre mondiale, Roger Sinaud est mobilisé[Où ?] en septembre 1939. Il est démobilisé au moment de l'Armistice du 22 juin 1940. De retour au Nigeria, il refuse d'admettre la défaite et signe son engagement dans les Forces françaises libres.

### Formation et combats en Afrique (1940-1943)
Il rejoint le Congo le 30 septembre 1940 où il est sélectionné pour suivre les cours d'élève aspirant à Brazzaville.
En mars 1941, devenu l'aspirant Roger Sinaud, il intègre le Régiment de tirailleurs sénégalais du Tchad (RTST) de la colonne Leclerc en tant que méhariste, fort de ses très bonnes connaissances des grands déserts, notamment acquises lors de son service militaire en Algérie.
Il est nommé commandant du Poste de Bardaï par le colonel Philippe Leclerc.
Il participe aux opérations du Fezzan (qui auront lieu du 2 février au 14 mars 1942), au sein d'une force de 3 000 hommes, qui pousse son avancée jusqu'à la Tripolitaine et Tripoli.
Il participe ensuite à la Campagne de Tunisie (du 17 novembre 1942 au 13 mai 1943) au sein de la Force L (nouveau nom de la colonne Leclerc depuis février 1943).

### Combats en France métropolitaine (1944-1945)
À l'été 1943, la 2e Division blindée est créée au Maroc sur les bases de la Force L, et inclus le Régiment de marche du Tchad (RMT) formé notamment à partir des personnels métropolitains du Régiment de tirailleurs sénégalais du Tchad (RTST).
Ainsi, Roger Sinaud, devenu sous-lieutenant au 3e Bataillon du RMT, rejoint l'Angleterre en avril 1944, avec l'ensemble de la 2e Division blindée.
En août 1944, il débarque en Normandie au sein de la 2e DB et participe en tant que chef de section de mortiers aux combats de la Bataille de Normandie. Le 13 août, il met un char Panther hors de combat grâce à un tir précis de ses mortiers.
Il prend part ensuite, toujours au sein du RMT, à la libération de Paris et à la campagne des Vosges.
En novembre 1944, devenu chef du 3e Bataillon du RMT qui a été placé dans le Groupement Guillebon, il se distingue lors de la prise de Strasbourg, où les tirs de son unité d'une part appuient  la progression des chars et de l'infanterie alliés et d'autre part neutralisent les armes antichar ennemies.
Le 28 janvier 1945, le lieutenant Sinaud est grièvement blessé par balle, en Alsace, lors des violents combats du village de Grussenheim, en menant ses hommes à la destruction d'un nid de résistance ennemie. Il est hospitalisé et rapidement démobilisé.
Il est alors fait chevalier de la Légion d'Honneur, puis Compagnon de la Libération par décret du 20 janvier 1946.

## Carrière dans l'administration coloniale (1946-1967)
Après la guerre, Roger Sinaud retourne de nouveau en Afrique centrale, où il aura une longue carrière dans l'administration coloniale des Territoires d'outre-mer relevant de l'Afrique-Équatoriale française.
Il sert d'abord au Congo de 1947 à 1948, puis au gouvernement général de l'Afrique-Équatoriale française (AEF) de 1948 à 1949.
Il est ensuite affecté au Tchad de 1950 à 1956. Il est d'abord nommé chef de district de Koumra, dans le département du Moyen-Chari, du 17 février 1950 au 16 février 1951. De 1953 à janvier 1955, il est en poste dans la ville de Ati, chef-lieu de la région du Batha.
Dès son affectation en 1950 à Koumra, il a à gérer à son niveau les débuts du mouvement de décolonisation et notamment la montée d'hommes politiques tchadiens qui auront un rôle majeur dans la décolonisation, comme l'indiquent ces deux anecdotes :
- en juillet 1950, Roger Sinaud porte une plainte en diffamation contre François Tombalbaye (futur Chef de l'État/Président du Tchad de 1960 à 1975), à la suite de quoi François Tombalbaye aurait accusé publiquement Roger Sinaud d'avoir fait frapper des Africains ;
- le 18 juin 1950, selon la version de proches de Tombalbaye, Roger Sinaud aurait lors d'une manifestation officielle à Koumra fait semblant d'ignorer (alors qu'il est chef de district) la présence de Gabriel Lisette (futur Chef du gouvernement du Tchad), qui était alors député du Tchad à l'Assemblée Nationale française[7]. Gabriel Lisette pu cependant prendre la parole.

Il poursuit ensuite sa carrière au Gabon de 1957 à 1961. Il termine sa carrière en 1967 avec le grade d'administrateur en chef de classe exceptionnelle de la France d'Outre-mer.

## Polémique sur l'oubli local (Creuse)
Roger Sinaud est décédé le 6 avril 1976 à Limoges ; il repose au cimetière de Grand-Bourg, dans le caveau de la famille Sinaud (du hameau du Peyrat). Sa sépulture porte la mention de « Compagnon de la Libération », ce qui était avant 2013 la seule indication au niveau de la commune de Grand-Bourg.
Comme pour quelques autres Compagnons de la Libération, la mémoire de ce Compagnon fait face à un « oubli » officiel ; après la guerre et jusqu'en 2013 aucune célébration ou geste mémoriel n'est fait en Creuse concernant les deux seuls Creusois membres de l'Ordre de la Libération : Roger Sinaud et Alphée Maziéras.
Si à la rigueur l'oubli local de Maziéras peut se comprendre par sa mort au combat en 1944 et le fait qu'il ait quitté la Creuse avant l'adolescence, celui de Roger Sinaud, qui est issu et est revenu en Creuse où en plus il fut actif politiquement, a surpris les autorités actuelles et créé la polémique.
Une enquête et un reportage de Philippe Béquia sur Radio France Bleu Creuse, diffusé le 12 juillet 2012, fait réagir les autorités locales, dont la Maire de Grand-Bourg Mireille Ricard qui exprime sa surprise : « en tant qu'habitante depuis 1975, je n'en avais jamais entendu parler, absolument jamais […] je pense qu'il faut, qu'on se doit, de faire quelque chose ».
Cet oubli, voire ce refus, de commémorer la mémoire du Compagnon Roger Sinaud a des « explications politiciennes, », selon notamment Mireille Ricard et Pascal Sinaud, l'un des fils de Roger Sinaud : au moment du décès de Roger Sinaud, le maire du Grand Bourg était Lucien Lacroix (maire de 1965 à 1982), un communiste ; et Roger Sinaud, gaulliste, l'avait affronté lors d'élections locales.
En réparation de cet oubli, par décision du conseil municipal, un square du Grand-Bourg a été dédié le 24 avril 2013 à Roger Sinaud, en présence de représentants de l'État, des collectivités locales et de proches de Roger Sinaud.

## Distinctions
Les distinctions reçues par Roger Sinaud sont :
| Décoration                                                  | Ruban | Observations                                   |
| ----------------------------------------------------------- | ----- | ---------------------------------------------- |
| Officier de la Légion d'honneur                             |       |                                                |
| Compagnon de la Libération (Ordre de la Libération)         |       | Décret du 20 janvier 1946                      |
| Croix de guerre 1939-1945                                   |       | 4 citations                                    |
| Médaille de la Résistance                                   |       |                                                |
| Ordre du Régiment de tirailleurs sénégalais du Tchad (RTST) |       | citation lors de la campagne de Tunisie (1943) |